# Maja Viströmová
Maja Viströmová (Viström, * 26. dubna 2001) je švédská florbalistka a reprezentantka, dvojnásobná mistryně světa, šestinásobná mistryně Švédska, trojnásobná vítězka Poháru mistrů a nejlepší florbalistka světa roku 2024. Ve Švédské Superlize hraje od roku 2017.

## Klubová kariéra
Maja Viströmová v mládí hrála několik let i fotbal a nastoupila za juniorskou reprezentaci do 17 let. S florbalem začala v 11 letech v klubu Gullänget-Kroksta IBS.
Od sezóny 2017/2018 začala hrát ve Švédské Superlize za tým IKSU. S ním hned v prvním roce získala mistrovský titul a následně zlato na Poháru mistrů po vítězství nad 1. SC Vítkovice. Další titul získaly v ročníku 2019/2020.
ISKU po sezóně zaniklo a jeho tým včetně Viströmové převzal klub Team Thorengruppen. I s novým oddílem si udržely dominantní pozici v lize a v dalších čtyřech letech zlato uhájily. Ve finálových zápasech v letech 2022 a 2024 Viströmová vstřelila vítězný gól. Thorengruppen zvítězil znovu i v Poháru mistrů v letech 2023 a 2024. Švédský pohár vyhrál třikrát. Při absenci kapitánky Emelie Wibronové ji Viströmová opakovaně v týmu zastupovala.

## Reprezentační kariéra
Viströmová jako kapitánka dovedla švédskou juniorskou reprezentaci ke stříbru na Mistrovství světa do 19 let v roce 2020, kde byla zařazena do All Star týmu.
Za ženskou reprezentaci debutovala na Euro Floorball Tour v říjnu 2021 v zápase proti Česku, ve kterém vstřelila dvě branky. Na Mistrovství světa hrála poprvé ve stejném roce a ve finále asistovala klubové spoluhráčce Emelii Wibronové na vítězný gól v prodloužení a byla vyhlášena hráčkou zápasu. Na dalším šampionátu v roce 2023 Švédky zlato obhájili. Viströmová k tomu ve finále přispěla dvěma brankami a asistencí, a znovu byla zvolena nejužitečnější hráčkou zápasu.
| Umístění | Soutěž                                                                     |
| -------- | -------------------------------------------------------------------------- |
|          | Mistrovství světa ve florbale žen do 19 let 2020 (kapitánka, All Star tým) |
|          | Mistrovství světa ve florbale žen 2021                                     |
|          | Mistrovství světa ve florbale žen 2023                                     |

## Ocenění
Za rok 2024 byla Viströmová v anketě časopisu Innebandymagazinet zvolena nejlepší hráčkou světa.

## Galerie

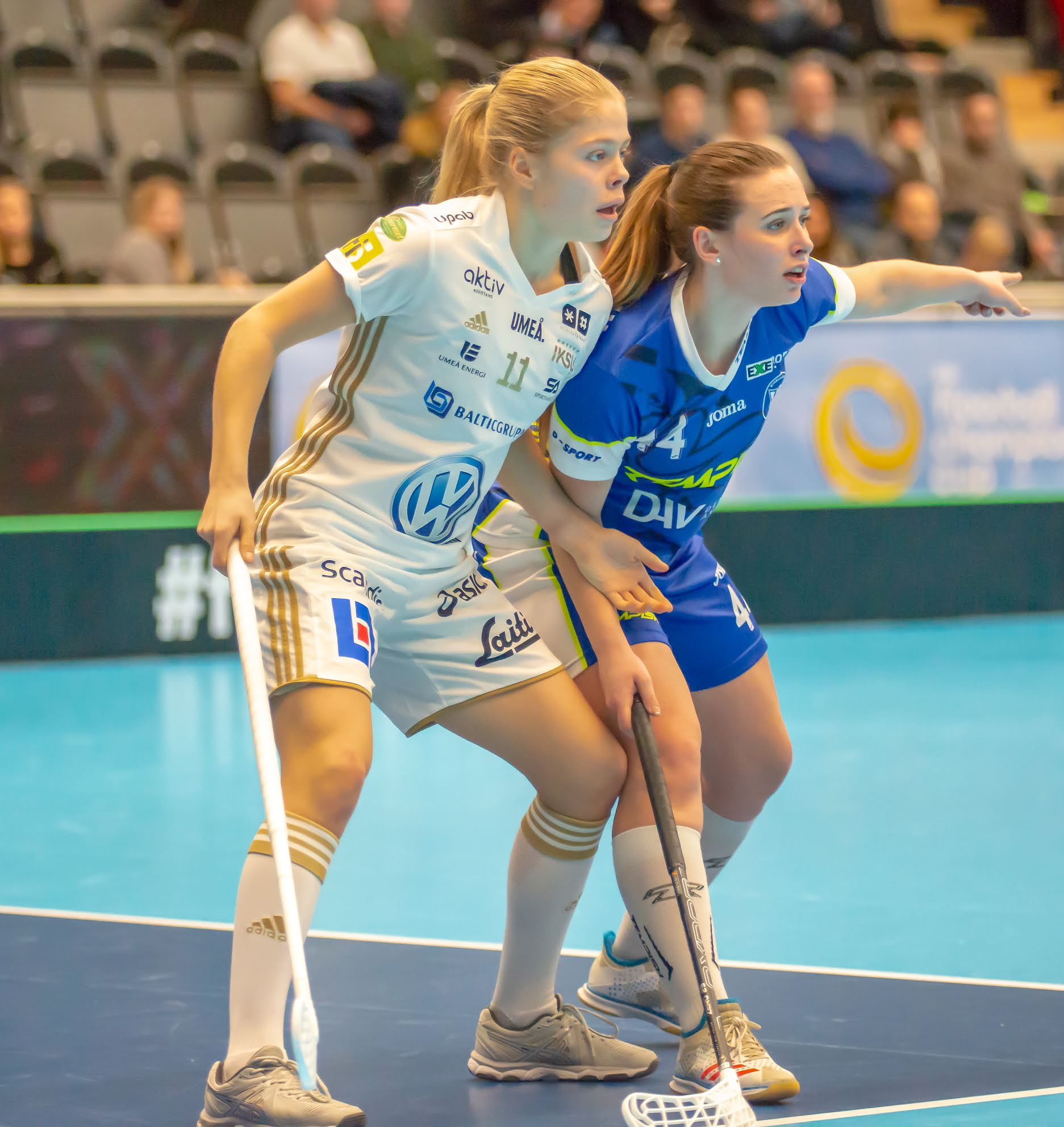
Maja Viströmová (vlevo) hrající za IKSU ve finále Poháru mistrů 2019 proti 1. SC Vítkovice.
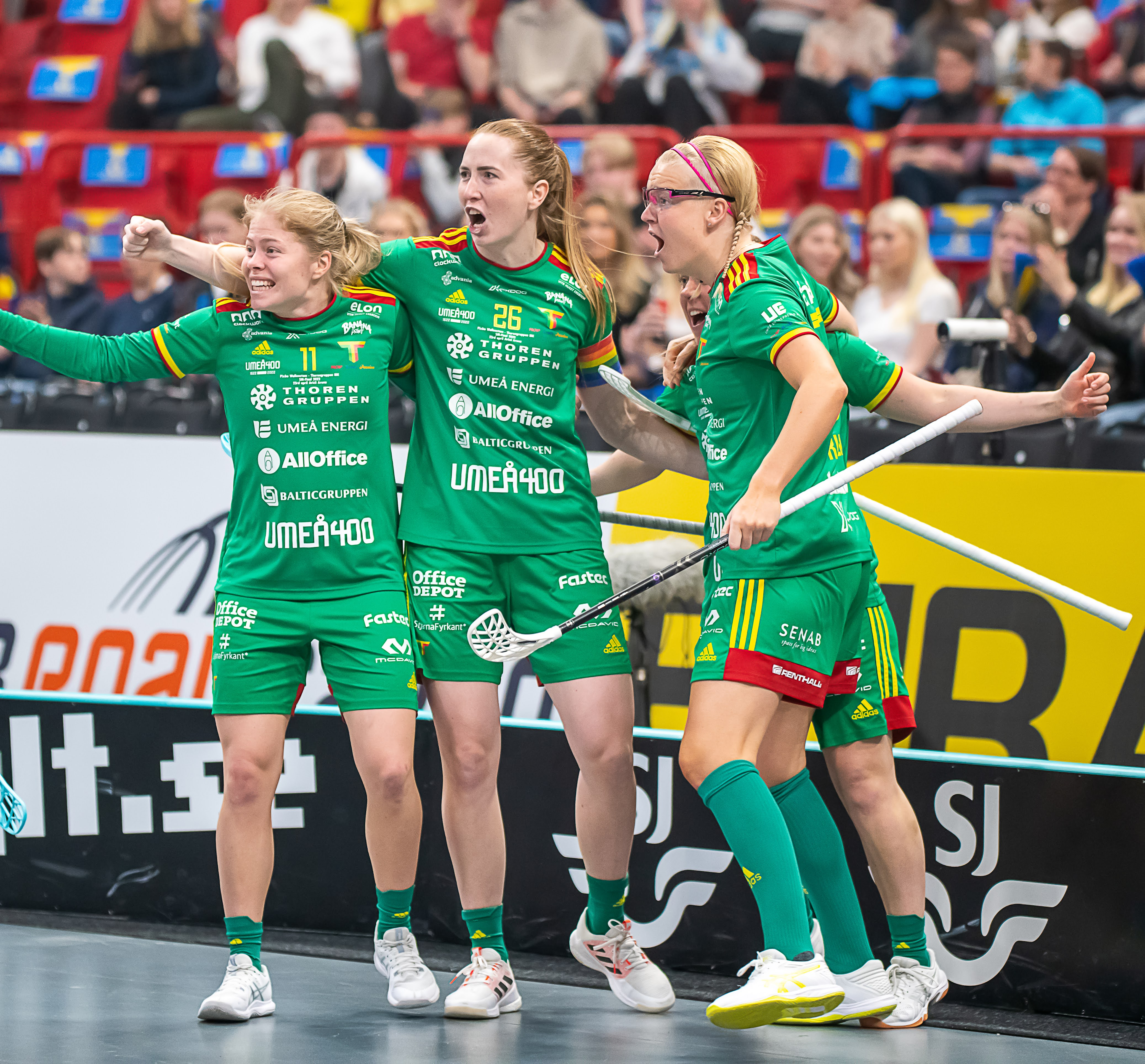
Maja Viströmová (vlevo) slavící svůj první gól ve finále Švédské Superligy 2021/2022 za Team Thorengruppen proti Pixbo IBK.
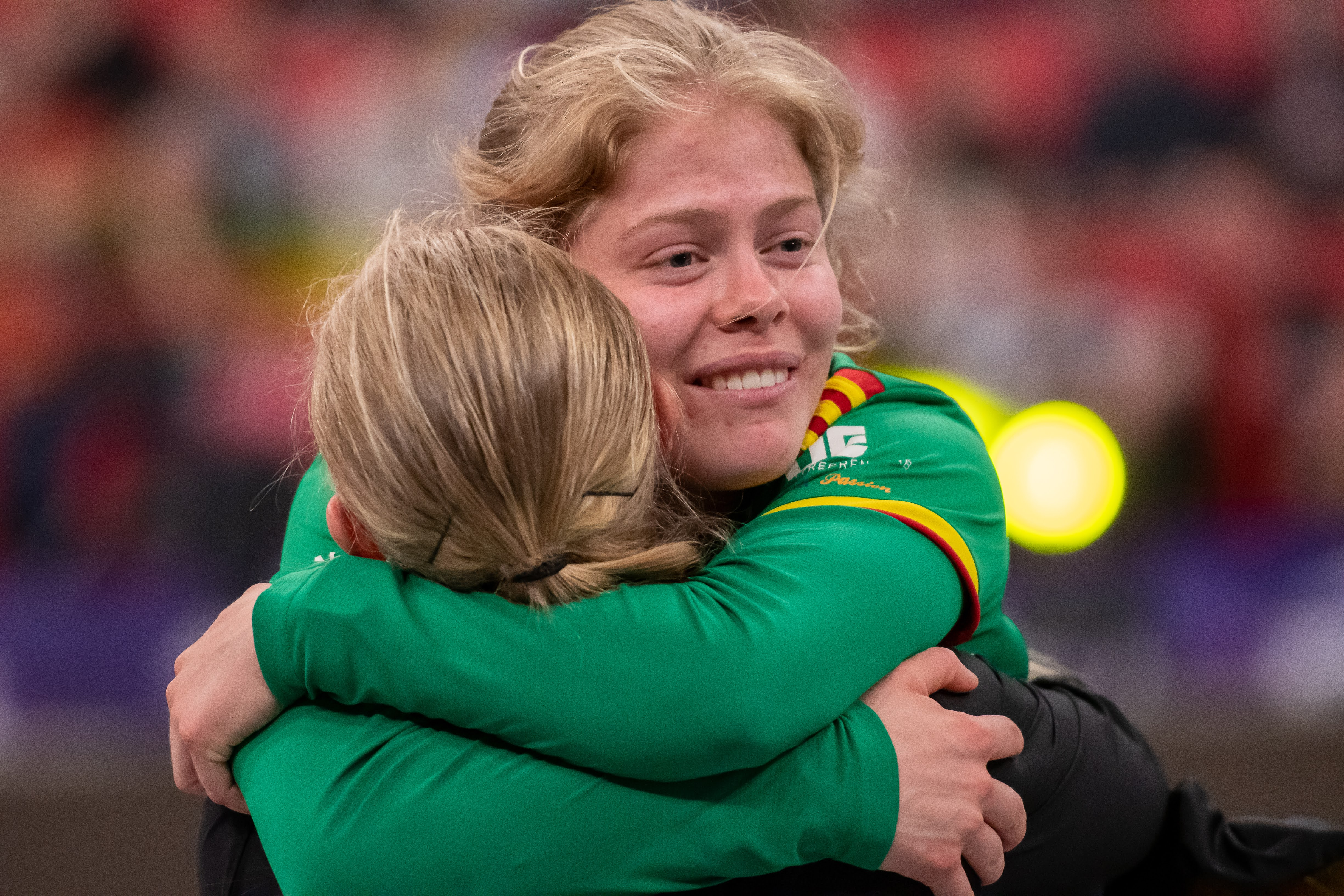
Maja Viströmová slavící vítězství svého týmu Thorengruppen ve finále Švédské Superligy 2021/2022